# Diócesis de Simancas
La diócesis de Simancas fue una sede episcopal católica existente en el reino de León durante un breve periodo del siglo X. 
Fue erigida por orden del rey Ordoño III de León hacia el año 953, después de los avances territoriales que su padre Ramiro II y él mismo habían obtenido hacia el sur contra el Califato de Córdoba durante la guerra de Reconquista. 
La sede episcopal se estableció en la villa de Simancas, que hasta entonces había pertenecido a la diócesis de León, agregándosele la mitad de las iglesias de Toro, que eran parte de la de Astorga. Su primer obispo fue Ilderedo, que hasta entonces lo había sido de Segovia; a éste sucedió Teodisclo.
Muerto Teodisclo en el año 974, reinando Ramiro III, por aquel entonces menor de edad bajo la tutela de su tía Elvira Ramírez, los obispos de Astorga y León solicitaron la desaparición de este obispado, considerando que Simancas nunca antes había sido silla episcopal y que el lugar no era conveniente, por hallarse fronterizo con tierra de moros, y en una asamblea celebrada en presencia de los obispos Rosendo de Iria, Hermenegildo de Lugo, Diego de Orense, Teodomiro de Dumio, Gonzalo de Astorga y Sisnando de León, junto con varios nobles, se acordó la abrogación de la diócesis.